# Euploea angasii
Euploea angasii är en fjärilsart som beskrevs av Felder 1865. Euploea angasii ingår i släktet Euploea och familjen praktfjärilar. Inga underarter finns listade i Catalogue of Life.